# Umbellula
Umbellula Gray, 1870 è un genere di ottocoralli dell'ordine dei Pennatulacei. È l'unico genere della famiglia Umbellulidae Kölliker, 1880.

## Descrizione
Sono coralli coloniali che presentano un lungo stelo sottile in cima al quale si dispone un grappolo di polipi autozooidi.

## Distribuzione e habitat
Il genere ha una distribuzione cosmopolita.

## Tassonomia
Comprende le seguenti specie:
- Umbellula ambigua Marion, 1906
- Umbellula antarctica Kükenthal, 1902
- Umbellula carpenteri Kölliker, 1880
- Umbellula dura Thomson & Henderson, 1906
- Umbellula durissima Kölliker, 1880
- Umbellula encrinus (Linnaeus, 1758)
- Umbellula guentheri Kölliker, 1880
- Umbellula hemigymna Pasternak, 1975
- Umbellula huxleyi Kölliker, 1880
- Umbellula koellikeri Thomson & Henderson, 1906
- Umbellula leptocaulis Kölliker, 1880
- Umbellula lindahli Kölliker, 1875
- Umbellula magniflora Kölliker, 1880
- Umbellula monocephalus Pasternak, 1964
- Umbellula pellucida Kükenthal, 1902
- Umbellula purpurea Thomson & Henderson, 1906
- Umbellula radiata Thomson & Henderson, 1906
- Umbellula rigida Kükenthal, 1902
- Umbellula rosea Thomson & Henderson, 1906
- Umbellula spicata Kükenthal, 1902
- Umbellula thomsoni Kölliker, 1874
- Umbellula valdiviae Kükenthal, 1902
- Umbellula weberi Hickson, 1916